# Валумбе
Валумбе (англ. Walumbe) — это персонаж сотворения мира в мифологии Ганда, олицетворяющий смерть. О нём рассказывает легенда о Кинту. Является сыном Гулу и братом Намби. Его имя переводится как «болезнь» или «смерть», и в соответствии с мифологией Ганди он несёт ответственность за смерти на Земле.

## Легенда
В легенде о Кинту, после того, как Кинту проходит все испытания Гулу, последний среди других подарков отдаёт ему в жёны свою дочь Намби на Землю. Также он даёт им в подарок несколько овощных растений, курицу и немного проса. Гулу предупреждает их о скором возвращении на Землю, иначе на землю захочет и брат Намби — Валумбе и говорит им ни за что не возвращаться, но Кинту забывает зерно для курицы и возвращается за ним. После долгих размышлений Кинту и Намби позволяют Валумбе остаться с ними на Земле на некоторое время.
Согласно традициям народа Ганда, Валумбе, как брат невесты, заявил, что один из детей Кинту должен стать его собственностью. Кинту отказывает Валумбе и продолжает делать это на протяжении многих лет. Разочарованный Валумбе начинает убивать одного ребёнка каждый день. Тогда бог неба Гулу отправляет на помощь Кинту — Кайкузи, чтобы забрать Валумбе обратно.
Столкнувшись с Кайкузи, Валумбе роет ямы в земле и скрывается там. Кайкузи скоро устает бегать под землей за Валумбе и просит всё человечество молчать в течение двух дней, чтобы выманить Валумбе на поверхность земли. Когда Валумбе наконец появляется, дети плачут при виде него, и он снова уходит под землю. Разочарованный Кайкузи возвращается к Гулу. В результате Гулу разрешает Валумбе остаться на земле и он становится смертью для людей. Отверстия в земле, оставленные от бегства Валумбе, названы Норы смерти Валумбе.